# Venta4Net
Venta4Net — сетевая версия программы VentaFax. Предназначена для организации приема и передачи факсимильных и голосовых сообщений с любого компьютера локальной сети, на котором установлена клиентская часть программы, через факс-модем (или несколько факс-модемов для одновременной работы с несколькими телефонными линиями) подключенный к компьютеру, на котором установлена серверная часть программы. Может работать не только с использованием обычной телефонной линии, но и через Интернет (IP-телефония) с использованием протокола T.38 либо «прозрачной» передачи факсимильных данных как голосовых данных (G.711 fax pass-through). Создана российской компанией ПК «Объединение Вента».
Venta4Net Plus — это расширенная сетевая версия. В дополнение ко всем функциям Venta4Net она может получать задания от пользователей по электронной почте и информировать их о результате выполнения заданий. Кроме того, Venta4Net Plus умеет работать с клиентами, установленными на терминальном сервере. Поддерживает протокол T.37

## Основные возможности программы
- Сеть
  - Возможность передачи факсимильных и голосовых сообщений с любого компьютера локальной сети при наличии единственного модема и телефонной линии. Задания помещаются в расписание и рассылаются в порядке очереди
  - Обмен данными между клиентскими компьютерами и сервером по протоколу TCP/IP
  - Гибкая настройка прав пользователей[1]
  - Объединение пользователей в группы[2]
  - Просмотр расписания рассылки и журнала на сервере и клиентских компьютерах в соответствии с правами пользователя
  - Общие (для всех пользователей) и персональные (для данного клиента) телефонные справочники и графики рассылки
- Работа через электронную почту (только для Venta4Net Plus)
  - Отсутствует необходимость установки дополнительных программ на компьютер пользователя
  - Пользователь может посылать на сервер по электронной почте файлы документов, которые будут преобразованы и отправлены по факсу или воспроизведны голосом по телефону
  - При успешном выполнении задания или при проблемах с его выполнением пользователь будет уведомлен по электронной почте
  - Поддерживает протокол T.37
- Масштабируемость
  - Наличие линейки серверов, отличающихся различным числом поддерживаемых модемов (телефонных линий) и/или числом подключений к VoIP-провайдеру - от 1 до 32
  - Возможность увеличения числа клиентских рабочих мест
- Факс
  - Отправка документов по факсу из любого приложения Windows через печать на виртуальный принтер
  - Поддержка обычной телефонии (работа через факс-модем) и IP-телефонии (Fax-over-IP, FoIP) с использованием протокола T.38 либо с использованием кодека G.711 (G.711 fax pass-through).
  - Прием/передача цветных и черно-белых факсов в ручном и автоматическом режиме
  - Реплика перед передачей факса
  - Массовая автоматическая рассылка по расписанию
  - Поддержка скоростного протокола V.34 fax (Super G3)
  - Автоматическое преобразование входящих факсов в формат PDF
- Автоответчик
  - Распознавание голос/факс/данные
  - Дистанционное тональное управление
  - «Почтовые ящики» для факсов и голосовых сообщений
  - Возможность создания системы голосовой и факс-справки
  - Перенаправление принятых сообщений на другой телефонный номер
- АОН
  - Чёрный и белый списки номеров
  - Проговаривание номера голосом
  - Переопределение параметров автоответчика
- Голосовые возможности
  - Запись телефонного разговора
  - Автоматическая регистрация телефонных разговоров
  - Рассылка голосовых сообщений
  - Использование технологии Text-to-Speech для формирования голосовых сообщений, используемых программой
- Интеграция с электронной почтой
  - Отправка файлов голосовых и факсимильных сообщений как вложений
  - Размещение принятых сообщений в папке «Входящие» почтовой программы
  - Автоматическое уведомление о принятых сообщениях (или отправка самих сообщений) по электронной почте
- Другие
  - Доступ к адресной книге Windows и MS Outlook
  - Запись телефонного разговора
  - Автоматическая регистрация телефонных разговоров

## История
- 8 апреля 2014 года — последняя версия 3.2 (сборка 3.2.209.572), появилась возможность сохранения сообщений в облачном хранилище SkyDrive.[3]
- 27 ноября 2013 года — версия 3.2 (сборка 3.2.207.564), реализована возможность помещать файл сообщения в облачное хранилище.
- 26 августа 2012 года — версия 3.1 (сборка 3.1.198.555), реализована запись разговора при использовании ip-телефонии.[4]
- 1 декабря 2011 года — версия 3.0 (сборка 3.0.151.419), реализована поддержка Интернет (ip)-телефонии.[5]
- 28 марта 2011 года — версия 2.7, реализована возможность работы программы на сервере терминалов (Windows Server 2008, 2003, 2000).[6]
- 27 июля 2010 года — версия 2.5, появляется возможность распознавания текстов в факсах (OCR).[7]
- 26 мая 2010 года — версия 2.4, теперь наряду с существующей программой Venta4Net выпущена её расширенная версия - Venta4Net Plus.[8]
- 1 марта 2010 года — версия 2.3, проходит программу сертификации Microsoft и получает логотип Compatible with Windows 7.[9]
- 14 июля 2009 года — версия 2.2, добавлена возможность создания так называемых конфигураций — наборов настроек для клиентов.
- 27 марта 2008 года — версия 2.0, введена поддержка операционной системы Windows Vista и Windows Vista x64, переработан интерфейс.
- 15 марта 2007 года — версия 1.8, введена поддержка операционных систем Windows XP x64 и Windows Server 2003 x64.
- 23 мая 2006 года — компания «1С-Рарус» выпускает «1С-Рарус: Факс Коммуникатор», который представляет собой средство интеграции Venta4Net и «1С:Предприятие 8.0».[10]
- 13 мая 2005 года — версия 1.5, введена поддержка преобразования текста в речь (Text-To-Speech, или TTS).
- 4 июня 2004 года — версия 1.3, введена поддержка факсимильного протокола V.34 fax (Super G3).
- 7 августа 2003 года — выпущены многолинейные версии Venta4Net (версия 1.0).
- 25 июля 2003 года — выпущен релиз программы Venta4Net (версия 1.0).
- 9 апреля 2003 года — выпущена бета-версия программы Venta4Net (версия 0.99).

## Награды
- Сертификат PC Magazine/Russian Edition о присвоении продукту награды Best Soft 2006 в номинации Серверное ПО.[11]